# Lei Sheng
Lei Sheng (en xinès: 雷声; pinyin: Léi Shēng; Tianjin, 7 de març de 1984) és un esgrimista olímpic xinès.
Lei va guanyar la medalla de bronze al Campionat Mundial d'Esgrima de 2006. També va competir als Jocs Olímpics de Beijing 2008. Als Jocs Olímpics de Londres 2012, va guanyar la medalla d'or en floret individual masculí amb una puntuació de 15-13.